# ヤコブ・パートル
- ヤコブ・ポートル

ヤコブ・パートル（Jakob Pöltl, 1995年10月15日 - ）は、オーストリアのウィーン出身のプロバスケットボール選手。NBAのトロント・ラプターズに所属している。ポジションはセンター。史上初となるオーストリア出身のNBA選手である。

## 経歴

### 生い立ち
1995年にバレーボール選手の両親の間でウィーンで生まれる。幼い頃から両親にバスケットボールを勧められたパートルは、国内リーグのトライシュキルヒェン・ライオンズのユースチームで教練を受けた後、2013年にプロデビュー。1年間プレーした後、NBA選手を目指すために渡米。ユタ大学に留学した。2014-15シーズンを平均9.1得点、6.8リバウンドという成績を記録したポエートルは、翌2015-16シーズンは飛躍のシーズンとなる。シーズン平均17.2得点、9.1リバウンドという成績を記録したポエートルは、ネイスミス賞を受賞したのをはじめ、Pac-12の最優秀選手に選出。更に年間最優秀センターに贈られるカリーム・アブドゥル＝ジャバー賞も受賞するなど、一躍注目を浴びる選手となった。
これで自信を付けたパートルは、2016年4月にNBAドラフトにアーリーエントリーを表明。全体9位でトロント・ラプターズから指名され、オーストリア出身の選手として初のNBAドラフトで指名を受けた選手となった。

### トロント・ラプターズ
NBAルーキーシーズンとなった2016-17シーズン開幕戦のデトロイト・ピストンズ戦で、ポエートルはヨナス・ヴァランチューナスの控えとして約13分出場し、記念すべき "NBA初のオーストリア人選手" としてデビュー。翌2017-18シーズンは、ベンチスタートながら全82試合フル出場を果たした。

### サンアントニオ・スパーズ
2018年7月18日、カワイ・レナード、ダニー・グリーンとのトレードで、デマー・デローザン、2019年ドラフト1順目指名権とともにサンアントニオ・スパーズに移籍した。
2018年10月17日の開幕戦でのスパーズデビューで、8分間で4得点、4リバウンド、2アシストを記録し、ミネソタティンバーウルブズに112-108で勝利した。
2018年12月4日に、キャリアハイの20得点を記録し、139-105でユタ・ジャズに勝利した。
2020年11月24日、スパーズと再契約した。
2021年3月17日には、20得点、自己最高16リバウンドで、2試合連続ダブル・ダブルを記録し、106-99でシカゴ・ブルズに勝利した。
2021年10月26日のロサンゼルス・レイカーズ戦で、14リバウンド、7アシスト、3ブロック、1スティールに加え、キャリアハイの27得点を記録したが、試合にはオーバータイムの接戦で破れた。

### ラプターズ復帰
2023年2月9日にケム・バーチ、2024年のプロテクト付きドラフト1巡目指名権、2つのドラフト2巡目指名権とのトレードで、古巣のラプターズへ移籍した。

## オーストリア代表
2013年にマケドニアで開催されたU-18の欧州選手権で代表デビューし、以降同国代表の中心選手として活躍している。

## 個人成績

### NBA

#### レギュラーシーズン
| シーズン | チーム | GP  | GS  | MPG  | FG%  | 3P%   | FT%  | RPG | APG | SPG | BPG | PPG  |
| -------- | ------ | --- | --- | ---- | ---- | ----- | ---- | --- | --- | --- | --- | ---- |
| 2016–17  | TOR    | 54  | 4   | 11.6 | .583 | ---   | .544 | 3.1 | .2  | .3  | .4  | 3.1  |
| 2017–18  | TOR    | 82* | 0   | 18.6 | .659 | .500  | .594 | 4.8 | .7  | .5  | 1.2 | 6.9  |
| 2018–19  | SAS    | 77  | 24  | 16.5 | .645 | ---   | .533 | 5.3 | 1.2 | .4  | .9  | 5.5  |
| 2019–20  | SAS    | 66  | 18  | 17.7 | .624 | ---   | .465 | 5.7 | 1.8 | .6  | 1.4 | 5.6  |
| 2020–21  | SAS    | 69  | 51  | 26.7 | .616 | ---   | .508 | 7.9 | 1.9 | .7  | 1.8 | 8.6  |
| 2021–22  | SAS    | 68  | 67  | 29.0 | .618 | 1.000 | .495 | 9.3 | 2.8 | .7  | 1.7 | 13.5 |
| 2022–23  | SAS    | 46  | 46  | 26.1 | .616 | .000  | .605 | 9.0 | 3.1 | .8  | 1.1 | 12.1 |
| 2022–23  | TOR    | 26  | 25  | 27.2 | .652 | ---   | .569 | 9.1 | 2.2 | 1.2 | 1.3 | 13.1 |
| 2023–24  | TOR    | 50  | 50  | 26.4 | .656 | ---   | .551 | 8.6 | 2.5 | .7  | 1.5 | 11.1 |
| 2024–25  | TOR    | 57  | 56  | 29.6 | .627 | .333  | .674 | 9.6 | 2.8 | 1.2 | 1.2 | 14.5 |
| 通算     | 通算   | 595 | 341 | 22.4 | .631 | .429  | .555 | 7.0 | 1.8 | .6  | 1.3 | 8.9  |

#### プレーオフ
| シーズン | チーム | GP | GS | MPG  | FG%  | 3P%  | FT%  | RPG | APG | SPG | BPG | PPG |
| -------- | ------ | -- | -- | ---- | ---- | ---- | ---- | --- | --- | --- | --- | --- |
| 2017     | TOR    | 6  | 0  | 4.3  | .455 | ---  | .000 | 2.0 | .0  | .2  | .2  | 1.7 |
| 2018     | TOR    | 9  | 0  | 15.6 | .548 | .000 | .789 | 4.0 | .7  | .3  | .4  | 5.4 |
| 2019     | SAS    | 7  | 7  | 25.3 | .638 | .000 | .556 | 7.7 | 1.7 | .3  | .7  | 7.3 |
| 通算     | 通算   | 22 | 7  | 15.6 | .577 | .000 | .667 | 4.6 | .8  | .3  | .5  | 5.0 |

### カレッジ
| シーズン | チーム | GP | GS | MPG  | FG%  | 3P%  | FT%  | RPG | APG | SPG | BPG | PPG  |
| -------- | ------ | -- | -- | ---- | ---- | ---- | ---- | --- | --- | --- | --- | ---- |
| 2014–15  | ユタ   | 34 | 34 | 23.3 | .681 | .000 | .444 | 6.8 | .7  | .4  | 1.9 | 9.1  |
| 2015–16  | ユタ   | 36 | 36 | 30.4 | .646 | ---  | .689 | 9.1 | 1.9 | .6  | 1.6 | 17.2 |
| 通算     | 通算   | 70 | 70 | 26.9 | .658 | .000 | .605 | 8.0 | 1.3 | .5  | 1.7 | 13.3 |